# Kol Nidre
Kol Nidre (judéo-araméen: כָּל נִדְרֵי « Tous les vœux ») est une prière d’annulation publique des vœux. Déclamée trois fois en présence de trois notables à la synagogue, elle ouvre l’office du soir de Yom Kippour et a, pour beaucoup, fini par le désigner.
Introduite dans le rituel de prières en dépit de l'opposition d'influentes autorités gaoniques, attaquée au cours du temps par d'éminentes autorités médiévales, expurgée des livres de prière de nombreuses communautés progressistes au XIXe siècle, cette prière fut de surcroît souvent produite hors de son contexte par des antisémites  et conduisit à la formulation du serment more judaico.
Elle n'en est pas moins restée, du fait de sa mélodie, l'une des pièces les plus populaires de la liturgie juive et a fait l'objet de maintes adaptations.

## Kol Nidre dans les sources juives
Selon une théorie souvent invoquée mais infondée, le Kol Nidre aurait été composé en Espagne lors de campagnes de conversion forcée, sous le règne des Wisigoths ou des Rois catholiques.
En réalité, divers indices permettent de conclure à une origine antique du Kol Nidre dont le fait que l'usage soit répandu à l'ensemble des communautés juives. On n’en trouve cependant aucune mention ni version avant la période des gueonim.

### Dans la littérature des Sages
La pratique de formuler des vœux (nedarim) semble en effet avoir été si répandue en Israël que la Torah elle-même comporte une mise en garde sévère à l’égard de ce comportement.
Confrontés aux demandes de nombreux fidèles incapables de tenir leurs serments et angoissés à cette idée à l’approche de Roch Hachana, jour de jugement selon la tradition, les Sages avaient devisé de la possibilité de hatarat nedarim (abrogation des vœux) en certaines circonstances et sous certaines conditions. Les tenants et aboutissants du vœu devaient être attentivement examinés par un Sage, un expert ou, éventuellement, un beit din (tribunal) de trois personnes qui décidait alors de le rendre nul s’il était clair que la personne n’avait pas calculé les conséquences de ses paroles.
La Mishna prévoit l’annulation de vœux individuels. La Guemara du traité Nedarim indique en outre que qui veut annuler ses vœux peut se rétracter solennellement à Roch Hachana (devant une assemblée, c'est-à-dire à la synagogue). Il n’est cependant pas question d’une prière collective.

### Dans la littérature gaonique
Le premier texte recensé de Kol Nidre figure dans le rituel d’Amram Gaon, en hébreu. Celui-ci ne le cite cependant que pour signaler qu’il s’agit d’une coutume étrangère dont il décrie vertement l’usage, la qualifiant de minhag shtout (« coutume idiote »), tant à Roch Hachana qu’à Yom Kippour. Il rejoint ainsi Natronaï Gaon et Haï bar Nahshon de Soura, ainsi que d’autres gueonim dans leur condamnation.
Selon Leopold Löw, cette attitude est imputable à une volonté de réduire l’importance de l’institution de la hatarat nedarim, qui fait les gorges chaudes des Karaïtes, adversaires du judaïsme rabbinique apparus vers le VIIIe siècle. En effet, Yehoudaï Gaon, contemporain de cette époque, est, selon Isaac Alfassi, le premier à s'exprimer en défaveur du Kol Nidre et va même jusqu’à interdire l’étude du traité Nedarim.
Cependant, d'autres suggèrent que le Kol Nidre avait précisément été composé en réaction aux attaques karaïtes et qu’il était combattu car perçu comme une pratique superstitieuse.
L’opposition ne semble d’ailleurs pas avoir été unanime : Paltoï Gaon aurait écrit que la coutume était en vigueur dans les académies de son temps (IXe siècle) et Saadia Gaon se prononce en faveur du Kol Nidre tout en limitant son usage aux vœux extorqués à la congrégation en temps de persécution. 
L'un des plus influents et des derniers gueonim, Haï Gaon de Poumbedita, réitère que ce n’est pas l’usage dans leurs académies respectives et qu’il ne convient pas de le faire ailleurs.
C’est pourtant vraisemblablement à cette époque que circule la première version globalement acceptée du Kol Nidre. Elle implore le pardon divin pour le péché de n’avoir pu tenir ses vœux (ou de les avoir formulés), « depuis le jour de Kippour passé à ce jour de Kippour », et se conclut par le verset Nombres 15:26 (« et il sera pardonné à toute la communauté des enfants d'Israël et à l'étranger qui séjourne parmi eux car l'erreur a été commune à tout le peuple »).
Comme le constate en effet un décisionnaire médiéval, les interdits répétés des gueonim auront eu peu d’effet et « la coutume de le dire s’est déjà propagée partout ». Cependant, le Kol Nidre n’a jamais été adopté dans les rites catalan et algérien.

### Dans la littérature médiévale
Bien qu’elle soit encore fustigée par diverses autorités médiévales, la prière continue à apparaître dans divers rituels, en plusieurs versions : la version « gaonique », en hébreu, figure dans le rite italien ainsi que dans le rite romaniote tandis qu’une version judéo-araméenne équivalente se retrouve dans les autres rites.
Le Mahzor Vitry, compilation de la Loi et des prières des Juifs de France du Nord et de Rhénanie au XIIe siècle, comporte une modification notable dans le phrasé de la prière. Introduite un siècle plus tôt par Meïr ben Samuel et fortement soutenue par son fils Rabbenou Tam, la plus haute autorité talmudique de son temps, elle demande l’annulation des vœux qui pourraient être prononcés « depuis ce jour de Kippour jusqu'à celui de l'année prochaine ». Meïr ben Samuel ajoute de même « nous nous repentons de tous ceux-là », le véritable repentir étant une condition d’annulation.
La version de Rabbenou Tam devient le texte standard du rituel ashkénaze mais non parmi les séfarades et les Juifs orientaux.
Le Mahzor Vitry enjoint également le hazzan (chantre) à réciter Kol Nidre sur un ton croissant : « la première fois, il doit l'entonner très doucement, comme une personne qui hésite à entrer dans le palais du roi afin d'obtenir un présent de lui, qu'il craint d'approcher ; la deuxième fois, il peut parler un peu plus fort et la troisième fois, encore plus fort, comme une personne qui a ses habitudes à la cour et approche son souverain comme un ami. »
C’est probablement à la même époque que le pneuma, figure du plain-chant grégorien, est introduit dans la méthode rhapsodique de la hazzanout en Allemagne du Sud. En effet, l’accord principal de la mélodie du Kol Nidre, quelle que soit la forme, remonte probablement à la pratique et à la théorie de l’école de chant de Saint-Gall, dans le Thal-Marmoutier.
Environ un siècle plus tard, Meïr de Rothenburg, introduit la coutume, adoptée depuis par l’ensemble des rites, de réciter une formule permettant aux transgresseurs de prier avec la congrégation ou, selon une autre version, de permettre à la congrégation de prier avec les transgresseurs. 
Il supprime par ailleurs les mots « ainsi qu'il est écrit dans la doctrine de Moïse Ton serviteur, » qui figuraient avant le verset Nombres 15:26 qui clôt la prière.

## Observance duKol Nidredans le judaïsme traditionnel

### Préparation à l’abrogation des vœux
La prière de Kol Nidre doit être récitée avant le coucher du soleil, car l’annulation d’un vœu ne peut être obtenue lors d’un chabbat ou un jour de fête (à moins que le vœu ne se rapporte à l’un de ces jours).
S'il y a consensus sur le fait qu'au moins un rouleau de la Torah doit être sorti pour le Kol Nidre, le nombre exact varie, selon les coutumes, de deux rouleaux à tous ceux de l’arche.
Afin de faire office de beit din, le membre le plus important de la congrégation, généralement le rabbin, ainsi qu’un autre notable encadrent le hazzan (chantre) et autorisent les transgresseurs à se joindre à l’assemblée, car « bons et mauvais doivent être unis pour que le jeûne et les prières soient agréées » et « un jeûne auquel ne prennent pas part les criminels d’Israël n’est pas un jeûne ». Le hazzan entonne pour ce faire : « Au nom du conseil d'en haut et au nom du conseil d'en bas, avec le consentement de l'Omniprésent — loué soit-Il — et avec le consentement de cette sainte congrégation, nous déclarons qu'il est permis de prier avec les transgresseurs. »

### La prière
(novembre 2010).
Dans le rite ashkénaze, le chantre entonne la prière qu'il répète trois fois, en haussant progressivement le ton, de pianissimo (très doux) à fortissimo (très fort) :

« Tous les vœux que nous pourrions faire depuis ce jour de Kippour jusqu'à celui de l'année prochaine (qu'il nous soit propice), toute interdiction ou sentence d'anathème que nous prononcerions contre nous-mêmes, toute privation ou renonciation que, par simple parole, par vœu ou par serment nous pourrions nous imposer, nous les rétractons d'avance ; qu'ils soient tous déclarés non valides, annulés, dissous, nuls et non avenus ; qu'ils n'aient ni force ni valeur ; que nos vœux ne soient pas regardés comme vœux, ni nos serments comme serments. »

La version du rite séfarade occidental porte sur les vœux de l’année précédente. Les séfarades orientaux (Turquie, Balkans, etc.) et les Yéménites demandent quant à eux l’annulation des serments passés et futurs.
Les séfarades ponctuent par ailleurs les premiers mots de la prière avec un kamatz gadol et prononcent en conséquence kal nidrei.

#### La mélodie de la prière

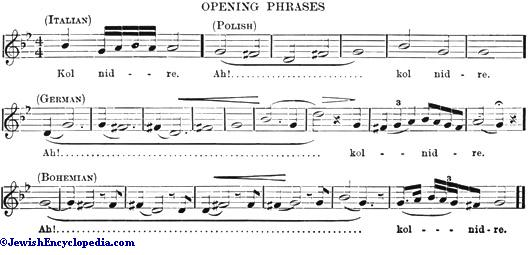
Les différentes ouvertures du Kol Nidre

La mélodie du Kol Nidre est plus populaire encore que la prière. Les variantes, qui suivent toutes la méthode rhapsodique de la hazzanout, sont nombreuses et n’ont généralement que le premier accord en commun.
Dans le rite ashkénaze, le Kol Nidre s'ouvre par un pneuma, le chantre énonçant les mots d'ouverture avec un long ton soupirant descendant dans les graves avant de remonter, à la manière de sanglots. Ce pneuma s’inspire de celui qui est donné dans les antiphonaires de la Sarre et de Ratisbonne (ou dans des livrets de musique rituelle catholique) comme passage typique du premier mode grégorien (ou les notes dans l'échelle naturelle allant de « d » à « d » [« ré » à « ré »]). Emil Breslaur fait remarquer la similarité de ces accords avec les cinq premières mesures du sixième mouvement (Adagio quasi un poco andante) du Quatuor à cordes no 14 de Beethoven.
Cette figure prévaut tout au long de la prière, dans toutes ses variantes. Le motif original de ces phrases semble être l'accord de mélodie si fréquemment répété dans les versions modernes du Kol Nidre lors de l'introduction de chaque répétition (cinq fois de manière consécutive dans la première phrase du texte dans la tradition italienne et, de façon un peu plus élaborée, quatre fois de suite à partir des mots nidrana lo nidre dans le rite allemand). 
Les traditions septentrionales utilisent plus volontiers dans ces moments un complément, dans le second mode ecclésiastique de l'Église, qui s'étend aussi bien en dessous qu'au-dessus du « ré » fondamental[pas clair].
Donc, une phrase typique dans le mode grégorien le plus familier, entendu quotidiennement par les Juifs de Rhénanie en musique aussi bien ecclésiastique que profane, fut répétée plusieurs fois, la figure de cette phrase centrale étant parfois chantée sur un ton supérieur, parfois sur un ton plus bas. Ces tons furent ensuite associés et ainsi, la section médiane de la mélodie fut graduellement développée dans sa forme moderne.

### Conclusion de la prière
L'officiant et la congrégation disent alors « Et il sera pardonné à toute la communauté des enfants d'Israël et à l'étranger qui séjourne parmi eux ; car l'erreur a été commune à tout le peuple ». Ceci est également répété trois fois de suite.
Le hazzan clôt habituellement la prière par la bénédiction shehehiyanou (« Qui nous a fait vivre »). On replace alors les rouleaux de la Torah dans l’arche et on commence l’office du soir.

## Le Kol Nidre et l'antisémitisme
Les mahzorim imprimés ainsi que les manuels de Loi contiennent pour la plupart des commentaires et explications du Kol Nidre visant à en clarifier les restrictions : l'annulation ne concerne que les vœux contractés volontairement par un individu pour lui-même, sans implication d'un tiers parti ou intérêt. Elle est donc sans effet sur les vœux contractés entre plusieurs partis et, à plus forte raison, devant un tribunal, un roi ou une communauté.
Cette notice vise à répondre aux réserves émises par diverses autorités rabbiniques au cours des siècles et, surtout, aux accusations antisémites dirigées contre cette prière.
Le Kol Nidre fut en effet produit, dès le procès du Talmud, comme preuve de la « perfidie » des Juifs et de la nullité de la valeur de leurs vœux. La charge fut si souvent répétée que, malgré les dénégations énergiques des Juifs, de nombreux législateurs non-Juifs considérèrent nécessaire de faire prêter un serment spécial réservé aux Juifs (dit more judaico) et de nombreux juges refusèrent de leur accorder le droit de contracter un autre serment, basant leurs objections sur cette prière principalement.
Alarmée par la persistance de ces accusations, une conférence rabbinique se tient à Brunswick en 1844 pour statuer sur le devenir de la prière et vote sa suppression à l'unanimité. La mélodie est conservée mais la congrégation substitue à la formule traditionnelle un hymne allemand, un psaume hébreu ou une prière conçue pour aménager les sensibilités : « Puissent tous les vœux s'élever à Toi devant Qui les enfants d'Israël adressent leurs vœux, Seigneur, […] qu'ils reviennent à Toi avec tous leurs cœurs, depuis ce jour de l'Expiation au jour suivant, etc. ». 
Ces changements sont rapidement adoptés par l’ensemble des congrégations réformées d’Europe de l'Ouest et des États-Unis. Ils sont en revanche vigoureusement attaqués par les juifs orthodoxes, dont Marcus Lehmann.
Bien que le serment more judaico ait été aboli avec l’émancipation des Juifs, les accusations de « fourberie » ont continué à être portées jusqu’à nos jours, notamment par Henry Ford dans Le Juif international (en), le pasteur Ted Pike dans Judaism's License to Lie (où il va jusqu’à mettre en doute la réalité de la Shoah car les Juifs auraient pu passer outre au serment de dire la vérité au tribunal de Nuremberg lorsqu’ils ont témoigné de l’existence des fours crématoires et chambres à gaz) et d’autres qui justifient jusqu'à la haine des Juifs par cette prière.
La prière originelle a été rétablie dans le Reform Union Prayer Book en 1961.

## Kol Nidre dans la culture

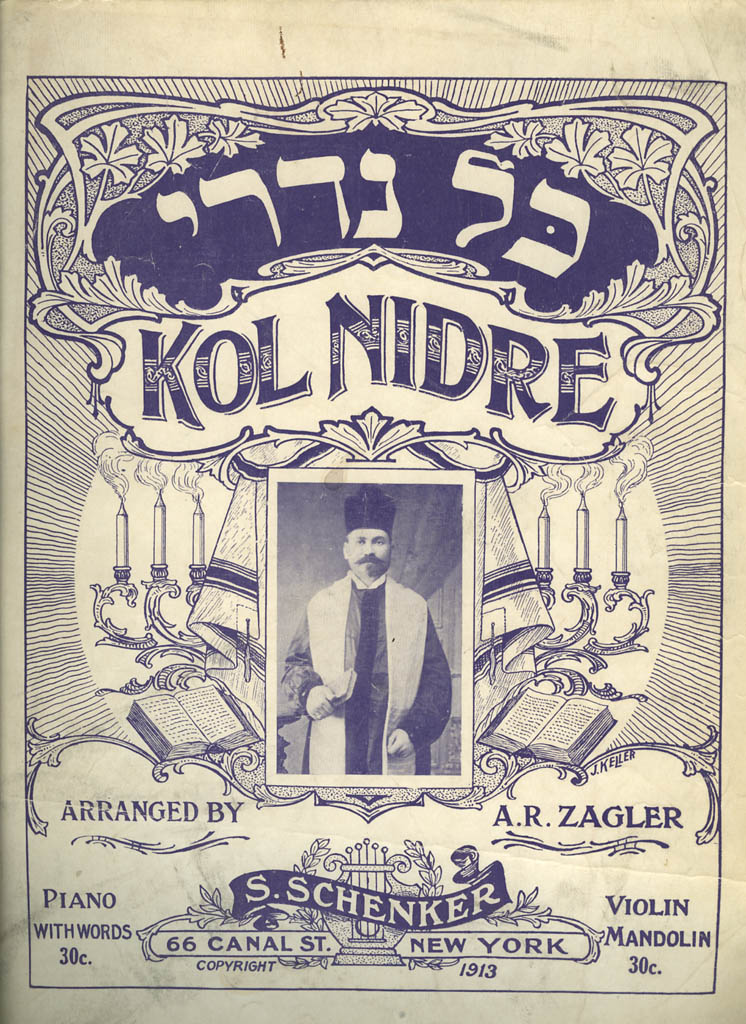
Partition et livret Kol Nidre, arrangements A. R. Zagler, New York, 1913

La prière et ses mélodies traditionnelles dans le rite ashkénaze servent de base au Kol Nidrei, concerto pour violoncelle de Max Bruch, commandité à celui-ci par la communauté juive de Liverpool. Un arrangement de la prière sera également composé par Arnold Schoenberg (opus 39 pour chœur et orchestre).
Le Kol Nidre inspire également des compositions modernes, dont l’album rock Release of An Oath des Electric Prunes, en 1968, basé sur une combinaison des liturgies juive et chrétienne et, plus récemment, un accord pour quartet de John Zorn.
Il aussi joue un rôle prééminent dans les deux versions du film The Jazz Singer (1927), qui est probablement le premier film parlant. Le Kol Nidre est, au début du film, le chant-phare du chantre Rabinowitz, que son fils rechigne à suivre, préférant la musique populaire. Cependant, c'est par ce chant que le fils prodigue obtient, à la fin du film, le pardon de son père, désormais incapable de chanter.
Kol Nidrei, opus 47 de Max Bruch (interprété par le Berlin Symphony Orchestra) est un thème récurrent du film Marthe de Jean-Loup Hubert (1997).

## Sources
- Cet article contient des extraits de l'article « KOL NIDRE » par Joseph Jacobs, Max Schloessinger, Cyrus Adler & Francis L. Cohen de la Jewish Encyclopedia de 1901–1906 dont le contenu se trouve dans le domaine public.